# Buffer (stootbalk)

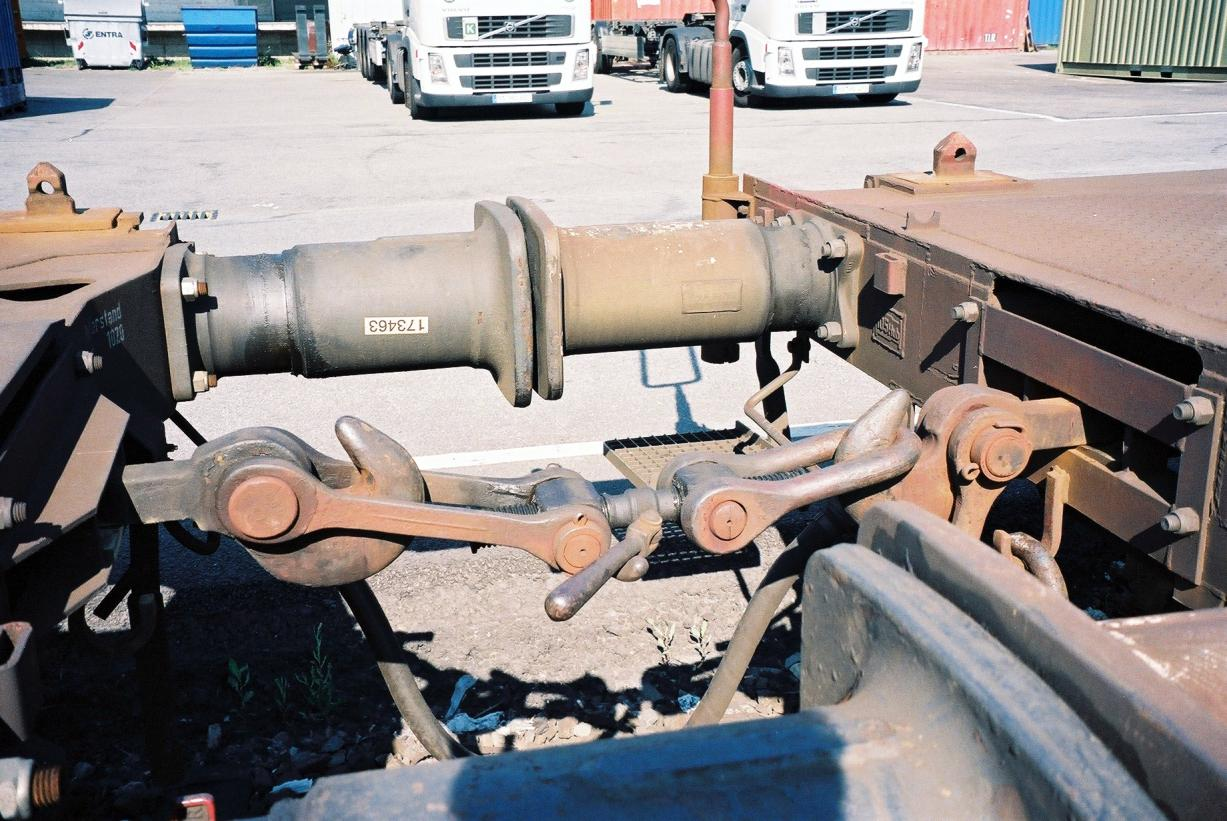
Buffers

Een buffer is een stootbalk die is bevestigd aan locomotieven, rijtuigen en wagons. Bovendien zijn buffers soms gemonteerd op stootjukken aan het einde van een spoor. Buffers dienen om de schokken te dempen die tussen de voertuigen van een trein optreden tijdens het rijden. Buffers maken het mogelijk om de wagons van een trein strak te koppelen, en toch bogen te kunnen doorlopen. Ook zorgen de buffers voor ruimte voor de rangeerder, zodat deze veilig kan koppelen en ontkoppelen. Alleen bij zeer lage snelheden kunnen buffers botsingen opvangen. Buffers zijn voorzien van een veer met een progressieve karakteristiek, die arbeidsenergie kan opnemen. Moderne buffers zijn daartoe uitgerust met ringveren of een hydropneumatische veercapsule (hydraulische vloeistof en gas). 
De linkerbuffer heeft een gebold oppervlak en de rechterbuffer is plat. Hierdoor ontstaat er geen zijdelingse kracht als de buffers niet precies recht tegen elkaar komen.
Tegenwoordig wordt steeds meer materieel uitgevoerd met "Two Stage Buffers" (TSB-buffers), ook wel "crash-buffers" genoemd. Deze voorkomen vervorming van de bufferbalk doordat zij grotere krachten kunnen opvangen. Crash-buffers zijn voorzien van een pictogram op het bufferhuis.